# Oyasumi Punpun
Oyasumi Punpun (tiếng Nhật: おやすみプンプン Oyasumi Punpun? tiếng Việt: Ngủ ngon Punpun) là một manga Nhật Bản do Asano Inio viết và vẽ minh họa; xuất bản từ giữa tháng 3 năm 2007 đến tháng 11 năm 2013.
Một câu chuyện chính kịch kể về cuộc đời của một đứa trẻ bình thường tên là Onodera Punpun - bắt đầu từ những năm tiểu học cho đến những năm gần 20 dưới hình dáng một chú chim. Câu chuyện xoay quanh Punpun khi phải đương đầu với gia đình không êm ấm, với tình yêu của cậu, bạn bè, những mục tiêu cuộc sống, tuổi thanh xuân đang đến và cả cái đầu hiếu động quá mức của cậu; trong khi thỉnh thoảng câu chuyện cũng tập trung vào cuộc sống và những vật lộn từ các thành viên gia đình và bạn bè Punpun. Punpun và các thành viên trong gia đình của cậu là những con người bình thường, nhưng được miêu tả với những người đọc dưới hình dáng chim. Manga khám phá các chủ đề như trầm cảm, tình yêu, từ chối xã hội, giới tính, cái chết và gia đình.
Manga đã được Weekly Young Sunday xuất bản tại Nhật Bản trong năm đầu tiên phát hành, sau đó Big Comic Spirits đảm nhận xuất bản tiếp cho đến khi bộ truyện kết thúc. Manga cũng được cấp phép bản quyền cho Viz Media tại Bắc Mỹ.

## Cốt truyện
Oyasumi Punpun xoay quanh cuộc sống và trải nghiệm của Onodera Punpun, một chàng trai trẻ sống tại Nhật Bản cũng như một vài người bạn của cậu. Manga nói về Punpun trong quá trình cậu lớn lên, và chia nhỏ manga thành bốn giai đoạn cuộc đời của cậu: thời tiểu học, cấp hai trung học, trung học phổ thông và những năm gần 20 tuổi của cậu.

## Nhân vật
| Nhân vật                                                                                            | Thông tin |
| --------------------------------------------------------------------------------------------------- | --- |
| Punyama Punpun (プン山 プンプン Punyama Punpun?) / Onodera Punpun (小野寺 プンプン Onodera Punpun?) | Punpun là một chàng trai trẻ, thường xuyên được miêu tả lại dưới hình dáng một chú chim, mặc dù cậu cũng đã được thể hiện dưới những khuôn dạng khác. Những khi Punpun đang cảm thấy bối rối về cuộc sống hoặc bị phiền muộn thì cậu sẽ bàn luận với "Chúa" bằng cách sử dụng một bài hát mà người chú ruột đã dạy cho cậu. |
| Tanaka Aiko (田中 愛子 Tanaka Aiko?)                                                                | Aiko là con gái của một tín đồ tôn giáo, là tình yêu thời tiểu học của Punpun. Ngay từ đầu, Aiko đã gợi ý Punpun rằng cả hai cùng chạy trốn đến Kagoshima. Cô đôi khi lấy họ là Orihara (織原?). |
| Chúa (神 Kami?)                                                                                     | Một vật thể sống, hay xuất hiện với một cái đầu xù phong cách bức ảnh; thường xuất hiện trước mặt Punpun vào những thời điểm cậu cần (Punpun triệu hồi 'Chúa' bằng cách nói: "Leng keng, leng keng, hỡi Chúa, Chúa ơi"). |
| Mama Punpun                                                                                         | Mẹ của Punpun. Một người trầm cảm và đau khổ vì những đổi thay tâm trạng cùng nhiều vấn đề giận dữ. |
| Onodera Yūichi (小野寺 雄一 Onodera Yūichi?)                                                        | Chú ruột của Punpun, một freeter 30 tuổi. Yūichi chăm sóc cho Punpun trong khoảng thời gian mẹ cậu nằm dưỡng thương ở bệnh viện. |
| Ōkuma Midori (大隈 翠 Ōkuma Midori?)                                                                | Bạn gái của Yūichi, cô đang quản lý một quán cà phê. Cô nhanh chóng hòa nhập với gia đình của Punpun trong suốt khoảng thời gian cậu học trung học, giúp đỡ chăm sóc cho Punpun và gia đình cậu. |
| Nanjō Sachi (南条 幸 Nanjō Sachi?)                                                                  | Một cô gái trẻ Punpun gặp trong khoảng thời gian thanh niên trẻ tuổi. Cô là một tác giả manga nhiều tham vọng và dần trở thành một trong những người bạn thân nhất của Punpun. |
| Masumi Seki (真澄 関 Masumi Seki?)                                                                  | Một trong những người bạn thời thơ ấu của Punpun, đồng thời cũng là bạn thân của Shimizu. Cậu ta hay hoài nghi và xa cách, nhưng lại quan tâm sâu sắc tới Shimizu. |
| Shimizu Kō (清水 コー Shimizu Kō?)                                                                  | Một người bạn thời thơ ấu của Punpun. Shimizu có một trí tưởng tượng hoang dã và phụ thuộc vào Seki. Cậu ta sau đó tham gia vào giáo phái của Pegasus. |
| Hoshikawa Toshiki / "Pegasus" (星川 敏樹 Hoshikawa Toshiki?)                                        | Lãnh đạo một giáo phái trong thành phố của Punpun và là nhân vật phụ xuất hiện theo chu kỳ. |
| Tanaka Mitsuko (田中 光子 Tanaka Mitsuko?)                                                          | Mẹ của Aiko. Một hội viên của giáo phái, người đã tàn nhẫn và ngược đãi con gái Aiko; thể hiện nhiều dấu hiệu của bệnh tâm thần. Mặc dù sau này bà bị liệt, các chương sau đó đã gợi ý điều này có lẽ từ một hành động. |
| Heiroku Shishido                                                                                    | Chủ nhà trọ của Punpun và trở thành bạn của Punpun. |

## Sáng tác
Asano Inio đã thông báo về manga vào khoảng một năm sau khi kết thúc Solanin. Được khuyến khích từ sự thành công của Solanin, Asano Inio nói rằng đã hoàn thành với "những câu chuyện cảm giác tốt". Bất chấp sự phản đối ban đầu của biên tập viên và nhà xuất bản nơi phát hành ấn bản, Asano Inio đã muốn gắn kết đến cùng với manga. Tổng biên tập của Monthly Sunday Gene-X là Komuro Tokie đã ủng hộ Asano Inio và nói rằng lý do duy nhất để Asano Inio có được khả năng đăng từng số manga là bởi vì thành tích trong quá khứ và danh tiếng từ những tác phẩm trước đó của anh.
Asano Inio
Khi bắt đầu lên kế hoạch cho câu chuyện, Asano Inio đã muốn ghi chép lại quá trình trưởng thành của Punpun kéo dài trong 10 năm qua bảy tập truyện. Nửa đầu bộ truyện đã được hỗ trợ xây dựng thành một mối tình lãng mạn, nửa sau bộ truyện khi Punpun và Aiko cùng nhau chạy trốn khá tương đồng với một bộ phim đường phố. Manga đã tăng lên đến tập 13 bởi vì Asano Inio muốn tập trung vào nét vẽ và nhiều nhân vật đã phát triển thêm những câu chuyện phụ của chính họ. Asano Inio đã có ý nhấn mạnh vào các yếu tố thuộc nửa đầu giống như sự điên cuồng của nó để tăng cú sốc cho nửa sau bộ truyện. Với mỗi lần sự đen tối rẽ hướng trong manga và doanh số bán hàng bị giảm xuống, Asano Inio lại hối hận bởi vì độc giả của mình đang dần giảm bớt đi. Asano cảm thấy rằng bản thân nhìn những độc giả của mình như một kẻ thù khi Asano nhận được những lời chỉ trích, điều này đã khiến Asano phản ứng gay gắt hơn và gây ra phản ứng dữ dội hơn. Manga cũng được dùng như một lối thoát cho những nghi ngờ và sợ hãi của Asano Inio, chẳng hạn như nỗi sợ hãi mà chính Asano có thể là một nạn nhân hoặc thủ phạm của vụ mưu sát.
Khi thiết kế Punpun, Asano Inio đã muốn tìm một sự cân bằng giữa việc làm cho nhân vật nam chính của mình quá đẹp trai hay quá xấu xí, và đã quyết định để độc giả tự tưởng tượng ra khuôn mặt của cậu ta. Asano ban đầu có dự định miêu tả tất cả các nhân vật trong manga giống như gia đình Punpun, nhưng người biên tập của Asano không thích ý tưởng đó. Asano đã sử dụng nhiếp ảnh và đồ họa máy tính cho các phần hậu cảnh của manga. Các phần hậu cảnh ngoài trời được tạo ra bằng cách chụp ảnh, rồi chuyển sang định dạng màu đen trắng và in chúng; sau đó các họa sĩ trợ lý của Asano Inio có thể vẽ các phác thảo và nhiều đối tượng lên chúng. Phần nội tâm được tạo bằng phần mềm mô hình 3D, nó có lợi trong việc chụp được những góc quay khó mà máy ảnh không thể thu lại được. Khi được hỏi lý do tại sao bản thân Asano Inio đặt quá nhiều sự chú ý vào hậu cảnh,  Asano nói rằng nó cho phép các bản vẽ có tác động nhiều hơn, đặc biệt là khi các nhân vật giống như Punpun đang thiếu đi đặc tính động lực học. Asano sau đó đã hối hận về cách xử lý kỹ thuật số hình ảnh của bản thân bởi vì Asano Inio đã cảm thấy cá nhân Asano đang làm hỏng bút pháp vẽ tay của chính mình.

## Chủ đề
Diện mạo của Punpun giống như một biếm họa vô danh có ý nghĩa giúp những người đọc đồng cảm với Punpun và giữ họ lại để tiếp tục đọc manga, kể cả khi cậu [Punpun] được miêu tả dưới hình dáng một chú chim và trong các hình dạng khác sau đó. Asano Inio cũng đã sử dụng diện mạo đơn giản đó của Punpun để phục vụ chủ nghĩa tượng trưng, miêu tả Punpun với một cắp sừng bò để tượng trưng cho sao Ngưu Lang (hay còn gọi là ngôi sao chăn bò), và tượng trưng tình yêu của Punpun là Tam Giác Mùa Hè với Aiko là sao Chức Nữ và Sachi là sao Thiên Vân.
Asano Inio miêu tả Punpun trẻ tuổi như một người theo chủ nghĩa cơ yếu, dẫn đến sự hối tiếc và không thích những vùng màu xám của cậu sau này. Tác giả cũng gán những đặc điểm này cho các nhân vật khác: "Các nhân vật chính trong manga Punpun luôn luôn là những đứa trẻ tàn tích theo cách thuần khiết dẫn họ đến thất bại và trở thành những kẻ không thích nghi được với xã hội". Vào phần kết manga, Asano Inio đã từng muốn Punpun chết trong khi cứu đứa con của một người bạn, nhưng nghĩ rằng điều đó quá "trong sạch" với một phần kết. Tác giả đã tiếp tục chủ đề không điều gì sẽ đúng với Punpun bằng cách cho Punpun sống và phủ nhận sự cô độc của Punpun sau cái chết của Aiko thông  qua cách ghép cặp Punpun với Sachi. Trong chương cuối cùng, trải nghiệm của Punpun tương phản với người bạn thời thơ ấu Harumin, nhằm cho thấy Punpun từ góc nhìn của một người bình thường. Harumin nhìn Punpun được bao quanh bởi những người bạn, nhưng không có gì đúng với cậu ta để nhấn mạnh thêm về chủ đề thất bại.
Trong thuật ngữ thể loại, Asano Inio không thích việc gắn nhãn thể loại manga là "utsumanga" (manga phiền muộn) hoặc chủ nghĩa siêu thực, Asano Inio cảm thấy manga Oyasumi Punpun giống với nguyên lý ngăn kéo. Khi manga được đăng từng số trên một tạp chí seinen, Asano Inio đã tạo ra manga dành cho những độc giả có thể chấp nhận điều xấu hơn là xem nhân vật chính ở trong một hình mẫu lý tưởng.

## Phát hành
Manga đã được đăng từng số trên tạp chí manga Weekly Young Sunday Nhật Bản, và sau đó là Big Comic Spirits của Shogakukan từ ngày 15 tháng 3 năm 2007 đến ngày 2 tháng 11 năm 2013. Shogakukan đã biên tập 147 chương thành 13 tập từ ngày 3 tháng 8 năm 2007 đến ngày 27 tháng 12 năm 2013. Một số tập đã được bán dưới dạng ấn bản đặc biệt với nhiều phụ kiện như: một dây đeo điện thoại, áo thun, bút chì màu, mô hình đồ chơi và kính không có thấu kính. Tháng 7 năm 2015, Viz Media thông báo tại Otakon rằng đã được cấp phép bản quyền manga và sẽ phát hành manga trong bảy tập ấn bản nhiều mục, với tập đầu tiên được phát hành vào ngày 15 tháng 3 năm 2016. Manga cũng đã được xuất bản tại Pháp bởi Kana, tại Ý bởi Panini Comics, tại Đức bởi Tokyopop, tại Đài Loan bởi Taiwan Tohan, tại Tây Ban Nha bởi Norma Editorial, tại Argentina bởi Editorial Ivrea.
| Tập | Ngày phát hành tiếng Nhật | ISBN tiếng Nhật        | Ngày phát hành tiếng Anh | ISBN tiếng Anh      | Ngày phát hành tiếng Việt | ISBN tiếng Việt |
| --- | ------------------------- | ---------------------- | ------------------------ | ------------------- | ------------------------- | --------------- |
| 1 | 3 tháng 8 năm 2007        | ISBN 978-4-09-151218-5 | 15 tháng 3 năm 2016      | ISBN 978-1421586205 |                           |                 |
| Tanaka Aiko mới chuyển vào lớp cấp hai trung học của Punyama Punpun và cả hai bất chợt thấy thích nhau. Ở nhà, Punpun dạo bước vào căn phòng mà trông giống như kết quả của sự việc bố cậu đã bạo lực với mẹ cậu. Trong khi mẹ ở bệnh viện và bố bị ly thân, chú Yuichi Onodera (em trai của mẹ) đã đến sống cùng với Punpun. Punpun cũng biết được rằng mẹ của Aiko bán nước bùa phép lạ và cậu đã lập ra một lời hứa với Aiko rằng sẽ cùng cô chạy trốn đến nhà chú của Aiko ở Kagoshima. Punpun và những người bạn của cậu xem một cuốn băng cassette khiêu dâm và bị vấp ngã khi bất chợt xuất hiện lời thú tội được ghi âm từ một người đàn ông đã sát hại gia đình, yêu cầu người nhặt đi tìm vị trí các thi thể và một phần thưởng kèm theo. Punpun và nhóm bạn của mình, cùng với Aiko đi đến nhà máy miso bị bỏ hoang theo lời ghi lại từ video. |                           |                        |                          |                     |                           |                 |
| 2 | 28 tháng 12 năm 2007      | ISBN 978-4-09-151259-8 | 15 tháng 3 năm 2016      | ISBN 978-1421586205 |                           |                 |
| Tại nhà máy, họ gặp một cô gái nhưng không tìm thấy bất kỳ điều gì khác lạ. Tuy nhiên, trên mái của tòa nhà cuối cùng thì họ thấy bóng đen của một người đàn ông. Hầu hết cả nhóm chạy trốn, ngoại trừ Aiko bị ngất đi và Punpun đã ở lại cùng cô. Cùng thời điểm đó, một tàn thuốc lá mà Seki hút đã gây ra cháy. Người đàn ông tiếp cận họ, các hình ảnh hồi tưởng cuộc sống của Punpun hiện lên trước mắt cậu và Punpun ngất đi, và đám cháy bị dập tắt bởi cơn mưa. Khi học kỳ kết thúc, Punpun sợ phải đối mặt với Aiko khi không thể ban cho cô điều ước. Vào ngày cuối cùng, Aiko yêu cầu Punpun đến gặp cô ngay sau đó. Tuy nhiên, Punpun phát hiện ra rằng mẹ cậu đã nhảy ra khỏi ban công bệnh viện và cậu đến thăm mẹ thay vì đi gặp Aiko. Punpun dành thời gian còn lại của mùa hè với phiền muộn và hiu vắng; khi trường học bắt đầu học kỳ mới thì Aiko lảng tránh cậu. Cha mẹ của Punpun đã ly hôn và cậu thề sẽ trở thành một người lớn. Hai năm sau ở trường cấp hai trung học, Aiko đang yêu Yaguchi - đội trưởng câu lạc bộ cầu lông, và Punpun vẫn còn tình cảm dành cho Aiko. |                           |                        |                          |                     |                           |                 |
| 3 | 5 tháng 6 năm 2008        | ISBN 978-4-09-151333-5 | 21 tháng 6 năm 2016      | ISBN 978-1421586212 |                           |                 |
| Sau khi cứu Shimizu khỏi những kẻ bắt nạt, Seki trở nên thân thiết hơn với Shimizu. Một ngày khi Punpun bỏ buổi tập cầu lông, Yaguichi đã kết bạn với Punpun. Trong trận đấu cầu lông, bạn của Punpun là Komatsu đang bắt đầu vượt qua Yaguichi - người đang bị đau gân giữa bắp chân và gót chân. Khi Punpun giãi bày tình cảm của cậu dành cho Aiko với Yaguichi - người đang phải giành giật giữa sự nghiệp thể thao của anh và Aiko, Yaguichi đã đánh cược mối quan hệ giữa mình với Aiko thông qua kết quả của giải đấu sắp tới. Yuichi gặp Midori, một nhân viên trong quán cà phê, người đã bắt chuyện với anh. Mặc dù họ cùng ngồi nói chuyện, Yuichi vẫn thấy tội lỗi từ một mối quan hệ quá khứ trước kia và cố lảng tránh tiếp chuyện với Midori, nhưng cô gặng hỏi để biết về quá khứ của anh. Yuichi kể lại câu chuyện cách đó 5 năm trước, khi anh đang giảng dạy tại một xưởng gốm và hẹn hò với một nữ sinh cao trung - con gái của một trong các học sinh anh đang giảng dạy. Nữ sinh đó đã tiết lộ với Yuichi rằng sau khi phá thai với nam sinh khác, cô gái đã bị mẹ quản thúc tại nhà và mong Yuichi giúp đỡ. |                           |                        |                          |                     |                           |                 |
| 4 | 30 tháng 1 năm 2009       | ISBN 978-4-09-151413-4 | 21 tháng 6 năm 2016      | ISBN 978-1421586212 |                           |                 |
| Yuichi đưa nữ sinh đến căn hộ của mình và họ gần như sắp có quan hệ tình dục, nhưng Yuichi đã kháng cự lại bởi vì anh biết bản thân không thể giúp được cô gái đó. Khi Yuichi trở lại làm việc sau hai tuần, bạn đồng nghiệp là Washio đã tấn công người mẹ của nữ sinh bằng một cái búa. Khi Yuichi chạy ra ngoài để tìm một cảnh sát, anh gặp lại nữ sinh, và cô tiết lộ rằng cô đã dụ dỗ Washio làm hành động đó. Midori đã gợi ý Yuichi về thăm lại xưởng gốm cùng với cô, và họ nhận ra rằng mọi người từng liên quan trong vụ việc đó đang làm việc rất tốt ở hiện tại. Nhận thấy gánh nặng tội lỗi của bản thân bị khơi ra và cảm giác không còn mối liên hệ nào với thế giới, Yuichi thử tự sát bằng cách ngồi trước một tàu hỏa đang chạy đến, nhưng lại dừng vào phút chót. Yuichi và Midori lập ra một lời cam kết từ mỗi người. Tại giải đấu cầu lông, Yaguichi và Komatsu cùng vào trận chung kết, tiếp đó Yaguichi vượt lên dẫn đầu. Punpun gặp Aiko, cô nói với Punpun rằng cô chỉ muốn được yêu một ai đó - người hoàn toàn hết lòng với cô và có thể đưa Aiko đi trốn. Chân của Yaguichi bị tái phát chấn thương và anh thừa nhận thất bại với Punpun. Tuy nhiên, khi Aiko hỏi Punpun về việc cùng nhau chạy trốn tới Kagoshima, cậu đã từ chối. Punpun trở nên thất vọng và chán nản. Hai năm sau, Midori đã trở nên thân thiết với gia đình nhà Onodera và họ chuẩn bị chuyển tới một căn hộ mới, nhưng Yuichi đã mất tích trong hơn một tuần. |                           |                        |                          |                     |                           |                 |
| 5 | 30 tháng 6 năm 2009       | ISBN 978-4-09-151430-1 | 20 tháng 9 năm 2016      | ISBN 978-1421586229 |                           |                 |
| Học tập chăm chỉ miệt mài, Punpun đỗ vào trung học phổ thông. Midori đang quản lý một tiệm cà phê của chính cô ở thời điểm hiện tại và sự biến mất của Yuichi kèm theo cả việc mất luôn số điện thoại liên lạc với cô. Yuichi đã trở lại làm việc tại xưởng gốm, nhưng sau đó anh có một mối quan hệ với một học sinh, chồng cũ của người đàn bà đó yêu cầu một khoản bồi thường rất lớn từ anh. Midori bắt đầu dựa dẫm vào Punpun để được an ủi vào một ngày tại quán cà phê, cô ấy đã hiếp Punpun. Seki đang cần tiền nên quyết định làm việc vặt cùng với Shimizu. Một người quản lý văn phòng nhà đất yêu cầu Shimizu giúp dọn dẹp một căn hộ mà một cụ ông mới mất không lâu, nhưng sau đó Shimizu đã đổi ý. Seki được thuê bởi một cô gái trẻ muốn mưu sát người bạn trai cũ, nhưng Seki thay đổi ý định khi chợt nhận ra thời tiết rất đẹp. Seki và Shimizu trở nên quyết tâm hơn để gắn bó với nhau. Punpun đi hát karaoke với các bạn cùng lớp nhưng cậu không hề thích mọi thứ ở đó, Punpun rời đi cùng với một cô bạn tên là Kanie - người mà cậu đã thổ lộ tình cảm vào một ngày. Sau khi nhận được tin báo ông ngoại mất, Punpun và mẹ về thăm lại nhà ông ở nhà ga Ōfuna; khi đến nơi cậu biết được thông tin từ Midori rằng Yuichi đã trở về nhà và cả hai đã kết hôn. Trên đường trở về nhà, mẹ của Punpun đã nổi cáu với cậu và cấm cậu trở về nhà cho đến sáng hôm sau bởi vì mẹ dẫn về một người đàn ông ở qua đêm.                            |                           |                        |                          |                     |                           |                 |
| 6 | 26 tháng 12 năm 2009      | ISBN 978-4-09-151479-0 | 20 tháng 9 năm 2016      | ISBN 978-1421586229 |                           |                 |
| Mẹ của Punpun đang có mối quan hệ bất chính với một người đàn ông đã có gia đình. Cô đang ở trạng thái tâm lý sốc, và trong khi đang đe dọa tự sát thì cơn đau bất chợt từ tràn khí màng phổi khiến cô phải nằm viện. Cô kết bạn với Harumin - người cũng đang có bạn gái nằm trong bệnh viện, và cả hai cùng thảo luận về những vấn đề của họ, bao gồm cả việc cô giao tiếp khó khăn với con trai. Vào ngày hẹn hò với Azusa Kanie, Punpun đi đến một phòng triển lãm tranh nghệ thuật. Punpun cố gắng hết sức để làm cô bạn thích cậu, nhưng họ không tạo được một sự kết nối nào. Khi ngày hẹn của họ gần kết thúc và Kanie đã gọi Punpun là kẻ tự yêu bản thân, Punpun cố dùng vũ lực để hôn cô gái và bị tát. Khi được xuất viện, mẹ của Punpun cố thử tìm Harumin - người mà cô dần thương mến và phát hiện ra rằng cậu đã rời đi. Trở về nhà, cô thấy Punpun vẫn còn lãnh đạm hờ hững với mẹ và không hề có ý muốn gần gũi hơn nên đã mắng thẳng vào mặt Punpun. Trong giấy khám hẹn gặp, mẹ Punpun bị phát hiện ung thư bộc phát. Hai năm sau, mẹ Punpun nằm trên giường bệnh hấp hối và xin lỗi Punpun về cách cô đã đối xử với con trai, nói rằng mẹ yêu con. |                           |                        |                          |                     |                           |                 |
| 7 | 30 tháng 9 năm 2010       | ISBN 978-4-09-151499-8 | 20 tháng 12 năm 2016     | ISBN 978-1421586236 |                           |                 |
| Cha của Punpun đến thăm cậu và hỏi rằng liệu ông có thể sống cùng với cậu, nhưng Punpun từ chối. Sau khi Punpun tốt nghiệp trung học phổ thông, cậu làm công việc bán thời gian với cậu bạn Mimura. Trên tàu trở về nhà, Punpun nhận ra Aiko nhưng không thể tìm thấy cô ấy khi chạy tăng tốc quay trở lại. Punpun chuyển vào sống ở một căn hộ gần trạm ga mà cậu đã nhìn thấy Aiko, hy vọng nhìn thấy cô ấy lần nữa. Sau khi không có kết quả, Punpun ngừng bước ra ngoài và trở nên khép mình. Chủ nhà là ông Shishido đã lo lắng cho cậu, cố thử gặng hỏi để giúp đỡ Punpun. Ông ấy đưa cậu đến một quán bar - nơi Punpun gặp lại Sachi, người cậu đã gặp vào ngày hẹn hò với Kanie. Sachi nói với Punpun rằng cô muốn vẽ minh họa lại câu chuyện mà cậu đã viết trong cuốn sổ ghi của cô. |                           |                        |                          |                     |                           |                 |
| 8 | 26 tháng 2 năm 2011       | ISBN 978-4-09-151510-0 | 20 tháng 12 năm 2016     | ISBN 978-1421586236 |                           |                 |
| Sachi phát hiện ra Punpun khi đang dạo bước bên ngoài và cậu lại đến nhà cô lần nữa. Ở đó, cậu đã mở lòng với cô về những vấn đề của mình và Sachi cáo buộc Punpun đang không thực sự muốn tìm kiếm Aiko. Sau khi bị Sachi thúc dục về việc hợp tác vẽ, Punpun đã viết cho cô một thủ bản nhưng cô thấy không đạt yêu cầu. Sachi tâm sự với Punpun rằng bản thân cũng đã từng không tự tin giống như Punpun trong quãng tuổi thơ không êm ấm, cô quyết tâm phẫu thuật tạo hình khuôn mặt và thay đổi bản thân, bởi vậy Sachi phải gây áp lực để cho cậu cố gắng. Punpun tiếp tục nỗ lực quyết tâm cải thiện câu chuyện và họ nỗ lực hướng tới một bản dự thảo cuối cùng vào cuối mùa hè. Ông Shishido đề nghị giao cho Punpun một công việc khi cậu nhận được một chứng chỉ bất động sản thực sự. Sau một sự hiểu lầm, Punpun thổ lộ với Sachi rằng cậu yêu chị ấy, hai người đã quan hệ tình dục và họ bắt đầu phát triển mối quan hệ thân thiết hơn. Một năm sau đó, Sachi hoàn thành manga và đi cùng với Punpun để chuẩn bị việc đàm phán xuất bản với một nhà xuất bản. |                           |                        |                          |                     |                           |                 |
| 9 | 28 tháng 10 năm 2011      | ISBN 978-4-09-151529-2 | 21 tháng 3 năm 2017      | ISBN 978-1421586243 |                           |                 |
| Biên tập viên của nhà xuất bản hoài nghi về manga hợp tác của Sachi và Punpun, không thích nhân vật chính buồn chán "vô nghĩa". Trong khi ông Shishido bị chấn thương nặng do hiểu lầm là một người ăn cắp đồ trong tiệm, hậu quả sang chấn tâm lý nằm liệt giường; những người bạn thời thơ ấu của Punpun là Seki và Shimizu Kō vẫn gắn bó và giúp đỡ nhau rất thân thiết, nhưng dần xa cách khi Shimizu Kō tham gia một giáo phái do Pegasus bí ẩn và hồ hởi dẫn dắt. Punpun đã tự tách biệt bản thân khỏi Sachi - người hiện tại vẫn đang tự mình vẽ manga, cậu bắt đầu sử dụng một tên giả và hành động như một con người hoàn toàn khác để che chắn bản thân khỏi sự buồn chán của chính mình, nhưng cuối cùng lại chạm mặt Aiko một cách tình cờ. |                           |                        |                          |                     |                           |                 |
| 10 | 27 tháng 4 năm 2012       | ISBN 978-4-09-151537-7 | 21 tháng 3 năm 2017      | ISBN 978-1421586243 |                           |                 |
| Punpun liên lạc lại với Aiko, nhưng nói dối với cô bằng hành động tự tin và giả vờ rằng cuộc sống của cậu tốt hơn rất nhiều so với thực tế tệ hại mà cậu đang có. Bị choáng ngợp bởi cảm xúc lẫn lộn của mình, Punpun cuối cùng đã đưa Aiko tới một khách sạn - nơi cậu cố gắng quan hệ tình dục với cô, bất chợt dừng lại khi cô đặt câu hỏi cho cậu. Sốc và giận dữ, Aiko rời khỏi phòng khách sạn, nói rằng cô hối hận khi hai người lại gặp mặt nhau lần nữa. Bị sốc và thất vọng với sự việc này, Punpun quay lại gặp Sachi - người đã trở thành một họa sĩ manga thành công hơn nhờ vào tác phẩm của riêng cô, và nói với Punpun rằng cô đang mang thai đứa con của chồng cũ. Punpun thú nhận lời nói dối của mình với Aiko; cô cũng thú nhận lại rằng đã nói dối về cuộc sống của chính mình như cô không thành công trong sự nghiệp và vẫn tiếp tục sống với người mẹ hay ngược đãi. Thay vì đi cùng Sachi đến phòng khám phá thai như đã hứa, Punpun - người được Aiko đến thăm - cậu đã quan hệ tình dục với Aiko và cả hai quyết định rời khỏi thành phố cùng nhau để bắt đầu lại. |                           |                        |                          |                     |                           |                 |
| 11 | 30 tháng 11 năm 2012      | ISBN 978-4-09-151543-8 | 20 tháng 6 năm 2017      | ISBN 978-1421586250 |                           |                 |
| 12 | 28 tháng 6 năm 2013       | ISBN 978-4-09-151549-0 | 20 tháng 6 năm 2017      | ISBN 978-1421586250 |                           |                 |
| 13 | 27 tháng 12 năm 2013      | ISBN 978-4-09-151555-1 | 19 tháng 9 năm 2017      | ISBN 978-1421586267 |                           |                 |

## Đón nhận
Năm 2009, manga nhận được một đề cử Jury tại Liên hoan Nghệ thuật truyền thông Nhật Bản lần thứ 13. Tại San Diego Comic-Con International 2016, Oyasumi Punpun là 'manga xuất sắc mới xuất bản' tại Hoa Kỳ năm 2016. Năm 2017, bốn tập đầu tiên của Oyasumi Punpun được đề cử giải thưởng Eisner Award cho hạng mục "ấn phẩm Châu Á quốc tế" xuất sắc nhất được xuất bản tại Hoa Kỳ.
Tại Hoa Kỳ, từ ngày 13 tháng 3 năm 2016 đến ngày 19 tháng 3 năm 2016, tập đầu tiên của Oyasumi Punpun đứng thứ nhất về doanh số trong tuần xuất bản đầu tiên, và xếp thứ ba về doanh số trong tuần thứ hai.